# پیتر فیک
پیتر فیک (به انگلیسی: Peter Fick) (زادهٔ ۱۲ دسامبر ۱۹۱۳) شناگر اهل ایالات متحده آمریکا است.